# Тадамі (Фукусіма)

37°20′55″ пн. ш. 139°18′57″ сх. д. / 37.34861° пн. ш. 139.31583° сх. д.
Тада́мі (яп. 只見町, ただみまち, МФА: [tadamʲi mat͡ɕi̥]) — містечко в Японії, в повіті Мінамі-Айдзу префектури Фукусіма. Станом на 1 жовтня 2008 площа містечка становила 747,53 км². Станом на 1 січня 2009 населення містечка становило 5091 осіб.

## Економіка
Низка гідроелектростанцій на річці Тадамі постачають місто відновлюваною енергією.